# John Jacob Astor

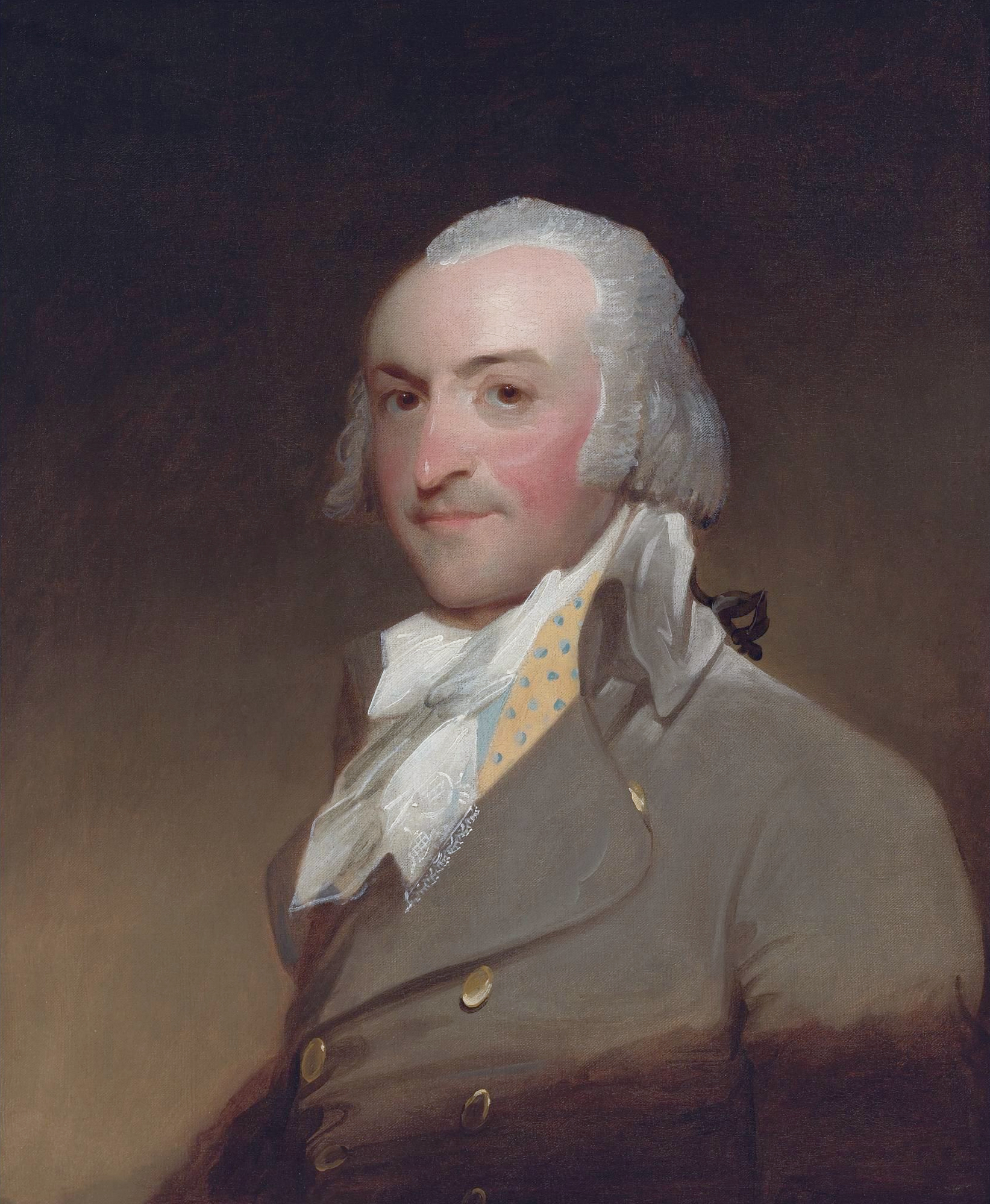
John Jacob Astor in 1794

John Jacob Astor (Walldorf, bij Heidelberg, 17 juli 1763 – New York, 29 maart 1848) was een Duits-Amerikaans zakenman. Zijn Duitse geboortenaam was Johann Jakob Astor. Hij was Amerika's eerste multimiljonair en filantroop.  

## Biografie
Astor werd geboren in Duitsland, maar verhuisde rond zijn 16e verjaardag naar Londen alwaar hij bij zijn broer George Astor (1752-1813) verbleef, die blaasinstrumenten en piano's bouwde. Later - in 1783 - vertrok hij om zich in de Verenigde Staten te vestigen, waar hij na een barre en vooral lange oversteek pas in 1784 aankwam. 
Hij verbleef aanvankelijk kort in Baltimore. Daarna vestigde hij zich in New York en startte daar een muziekwinkel, waarin ook uit Londen geïmporteerde instrumenten van zijn broer konden worden verkocht. 
Na een jaar (in 1785) ontdekte hij de veel lucratievere handel in bont: rond 1800 had hij daarmee al een half miljoen dollar verdiend. Hij had een bedrijf onder de naam Pacific Fur Company dat een monopoliepositie in de bonthandel had verworven, mede dankzij slimme bonthandel tussen onder andere Canada en Amerika, die via Londen verliep. 
In New York verdiende hij met de handel in vastgoed en in grond nog veel meer geld. Toen hij in 1848 overleed bedroeg zijn vermogen ongeveer 50 miljoen dollar. Hij was toen de rijkste man van Amerika en de allereerste multimiljonair van de Verenigde Staten. 
De plaats Astoria in Oregon is naar hem vernoemd, net als de wijk Astoria in Queens en het plein Astor Place in Manhattan. Uit zijn grote nalatenschap werd ook de oprichting van de naar hem genoemde Astor Library gefinancierd. 